# Giải bóng đá trong nhà cúp quốc gia 2017
Giải bóng đá trong nhà cúp quốc gia 2017 (tên gọi chính thức là Giải Futsal HDBank Cúp Quốc gia 2017) là giải futsal do liên đoàn bóng đá Việt Nam VFF tổ chức lần thứ ba.

## Các đội tham gia
Có 11 đội bóng Futsal tham gia giải đấu, bao gồm:
| Năm | Đội bóng                          | Huấn luyện viên    | Đội trưởng             | Vòng đấu bắt đầu |
| 1   | Thái Sơn Nam                      | Nguyễn Bảo Quân    | Trần Văn Vũ            | Vòng tứ kết      |
| 2   | Hải Phương Nam - Đại Học Gia Định | Nguyễn Tuấn Anh    | Đoàn Văn Định          | Vòng tứ kết      |
| 3   | Sanna Khánh Hòa                   | Đặng Đình Khang    | Mai Thành Đạt          | Vòng tứ kết      |
| 4   | Sanatech Khánh Hòa                | Fraert Innui (THA) | Nguyễn Quốc Bảo        | Vòng tứ kết      |
| 5   | Sài Gòn FC                        | Nguyễn Bảo Trung   | Phạm Trường Hoàng Nam  | Vòng tứ kết      |
| 6   | Tân Hiệp Hưng                     | Phạm Minh Giang    | Trần Tấn Đông          | Vòng loại        |
| 7   | Cao Bằng FC                       | Huỳnh Bá Tuấn      | Châu Thạch Khánh Cường | Vòng loại        |
| 8   | Sanest Tourist Khánh Hòa          | Tạ Đức Dũng        | Lê Hải Đăng            | Vòng loại        |
| 9   | Thái Sơn Bắc                      | Ngô Duy Khánh      | Nguyễn Văn Huy         | Vòng loại        |
| 10  | Kim Toàn Đà Nẵng                  | Nguyễn Trọng Lợi   | Lê Quý Long Vỹ         | Vòng loại        |
| 11  | Hoàng Thư Đà Nẵng                 | Nguyễn Đức Duy     | Nguyễn Văn Phúc        | Vòng loại        |

Chú thíchĐội Hải Phương Nam - Phú Nhuận đổi tên đội bóng thành: Hải Phương Nam - Đại Học Gia Định ở mùa giải 2017.

## Địa điểm thi đấu
Tất cả các trận đấu từ vòng loại đến vòng chung kết đều diễn ra tại Cung Thể thao Tiên Sơn, Thành phố Đà Nẵng.

## Thể thức thi đấu
Giải Futsal Cúp Quốc gia HDBank 2017 được chia làm hai giai đoạn:
- Giai đoạn I (Vòng loại): 06 đội bốc thăm thành 03 cặp thi đấu theo thể thức loại trực tiếp hai trận (lượt đi - lượt về). Sau hai trận đấu, đội nào ghi được nhiều bàn thắng hơn sẽ giành chiến thắng. Nếu sau hai trận đấu chính thức hòa nhau thì sẽ đá luân lưu 6m để xác định đội thắng. 03 đội thắng  sẽ tham dự Giai đoạn II của giải.
- Giai đoạn II (Vòng chung kết): Gồm 8 Đội (5 đội được miễn thi đấu vòng loại và 3 đội thắng ở vòng loại) sẽ bốc thăm thành 4 cặp thi đấu, các đội thắng sẽ thi đấu Bán kết, Chung kết để xếp hạng từ 1 đến 4, các đội thua sẽ thi đấu để xếp hạng từ 5 đến 8 (theo sơ đồ bốc thăm đã định sẵn). Các đội thi đấu theo thể thức loại trực tiếp một trận, nếu sau hai hiệp thi đấu chính thức có tỷ số hoà thì sẽ thi đá luân lưu 6m để xác định đội thắng.
- Luật thi đấu: Thời gian trận đấu gồm 2 hiệp, mỗi hiệp 20 phút bóng trong cuộc (nghỉ giữa hai hiệp là 15 phút).

## Giải thưởng
+ Đội vô địch: Cúp, Huy chương vàng, bảng danh vị và Giải thưởng: 100.000.000đ

+ Đội thứ nhì: Huy chương bạc, bảng danh vị và giải thưởng: 60.000.000đ

+ Đội thứ ba: Huy chương đồng, bảng danh vị và giải thưởng: 30.000.000đ

(Mỗi bộ huy chương gồm 22 chiếc)

+ Giải phong cách: bảng danh vị và giải thưởng:	15.000.000đ

+ Cầu thủ xuất sắc nhất giải: bảng danh vị và giải thưởng: 5.000.000đ

+ Cầu thủ ghi nhiều bàn thắng nhất giải: bảng danh vị và giải thưởng: 5.000.000đ
 
(Nếu trường hợp có từ hai cầu thủ trở lên ghi được số bàn thắng cao nhất bằng nhau, thì giải thưởng sẽ được chia đều cho các cầu thủ đó)

+ Thủ môn xuất sắc nhất giải: bảng danh vị và giải thưởng: 5.000.000đ

+ Tổ trọng tài hoàn thành xuất sắc nhiệm vụ: 10.000.000đ.

## Vòng loại
Ở vòng loại, nếu hai đội có tổng tỷ số bằng nhau sau 2 lượt trận sẽ thi đấu luân lưu 6m để xác định đội đi tiếp.
| Tân Hiệp Hưng | 1–4              | Thái Sơn Bắc                   |
| ------------- | ---------------- | ------------------------------ |
| Đặng Anh Tài  | Chi tiết Youtube | Vũ Đức Tùng · Nguyễn Thành Tín |

| Kim Toàn Đà Nẵng | 1–2      | Sanest Tourist Khánh Hòa |
| ---------------- | -------- | ------------------------ |
| Lê Viết Trung    | Chi tiết | ·                        |

| Hoàng Thư Đà Nẵng                                                 | 3–4              | Cao Bằng                                                            |
| ----------------------------------------------------------------- | ---------------- | ------------------------------------------------------------------- |
| Trần Phương Bá Thành 20' · Trần Văn Tấn Tài 30' · Nguyễn Trần Duy | Chi tiết Youtube | Huỳnh Mi Woen · Dương Ngọc Linh · Lưu Nhất Tiến · Phan Thành Nguyện |

| Thái Sơn Bắc                                     | 2–5            | Tân Hiệp Hưng                                                  |
| ------------------------------------------------ | -------------- | -------------------------------------------------------------- |
| Vũ Đức Tùng                                      | Chi tiết Video | Đặng Anh Tài · Tôn Thất Dinh · Lý Đăng Hưng · Trịnh Quang Vinh |
| Loạt sút luân lưu                                |                |                                                                |
| Nguyễn Thành Tín · Vũ Đức Tùng · Từ Minh Quang · | 3–2            | Nguyễn Văn Trung · Trần Tấn Đông (C) · Trần Thái Huy           |

 Thái Sơn Bắc hòa Tân Hiệp Hưng với tổng tỷ số 6-6 sau 2 trận đấu và thắng luân lưu 6m với tỷ số 3-2.
| Sanest Tourist Khánh Hòa          | 1–2            | Kim Toàn Đà Nẵng                               |
| --------------------------------- | -------------- | ---------------------------------------------- |
| Lê Viết Trung ph.l.n'             | Chi tiết Video | Lê Quý Long Vỹ                                 |
| Loạt sút luân lưu                 |                |                                                |
| Lý Thắng Vinh · Nguyễn Thanh Sang | 2–1            | Hòa Hiệp · Phan Hoàng Triều Vỹ · Lê Viết Trung |

 Sanest Tourist Khánh Hòa hòa Kim Toàn Đà Nẵng với tổng tỷ số 3-3 sau 2 trận đấu và thắng luân lưu 6m với tỷ số 2-1.
| Cao Bằng                                                                                 | 5–2            | Hoàng Thư Đà Nẵng                       |
| ---------------------------------------------------------------------------------------- | -------------- | --------------------------------------- |
| Phạm Tấn Phát · Phan Thành Nguyện · Nguyễn Tuấn Thành · Châu Đoàn Phát · Dương Ngọc Linh | Chi tiết Video | Trần Phương Bá Thành · Nguyễn Thanh Tài |

 Cao Bằng thắng Hoàng Thư Đà Nẵng với tổng tỷ số 9-5 sau 2 lượt trận.

## Vòng chung kết
Vòng chung kết Giải Futsal Cúp quốc gia 2017 có 8 đội bóng tham dự, trong đó 5 đội bóng được đặc cách vào vòng chung kết đó là Thái Sơn Nam, Sanatech Khánh Hoà, Hải Phương Nam - Đại Học Gia Định, Sanna Khánh Hòa, Sài Gòn FC và 3 đội bóng vượt qua vòng loại đó là Thái Sơn Bắc, Sanest Tourist Khánh Hòa, Cao Bằng FC. Lễ bốc thăm được tiến hành vào ngày 29 tháng 11 năm 2017 tại Cung thể thao Tiên Sơn, Quận Hải Châu, thành phố Đà Nẵng.

### Thể thức
|  | Trận tranh hạng 5 | Trận tranh hạng 5        | Trận tranh hạng 5 |  |  | Play-off hạng 5–8        | Play-off hạng 5–8 | Play-off hạng 5–8 |  |  | Tứ kết                            | Tứ kết                   | Tứ kết  |  |                    | Bán kết                           | Bán kết | Bán kết |  |                   | Chung kết                         | Chung kết          | Chung kết |
|  |                   |                          |                   |  |  |                          |                   |                   |  |  |                                   |                          |         |  |                    |                                   |         |         |  |                   |                                   |                    |           |
|  |                   |                          |                   |  |  |                          |                   |                   |  |  |                                   | Sanna Khánh Hòa          | 3       |  |                    |                                   |         |         |  |                   |                                   |                    |           |
|  |                   |                          |                   |  |  |                          |                   |                   |  |  |                                   | Sài Gòn FC               | 3 (p.đ) |  |                    |                                   |         |         |  |                   |                                   |                    |           |
|  |                   |                          |                   |  |  |                          | Sanna Khánh Hòa   | 2                 |  |  |                                   |                          |         |  |                    | Sài Gòn FC                        | 0       |         |  |                   |                                   |                    |           |
|  |                   |                          |                   |  |  |                          | Thái Sơn Bắc      | 2 (p.đ)           |  |  |                                   |                          |         |  |                    | Hải Phương Nam - Đại Học Gia Định | 3       |         |  |                   |                                   |                    |           |
|  |                   |                          |                   |  |  |                          |                   |                   |  |  | Hải Phương Nam - Đại Học Gia Định | 1 (p.đ)                  |         |  |                    |                                   |         |         |  |                   |                                   |                    |           |
|  |                   |                          |                   |  |  |                          |                   |                   |  |  |                                   | Thái Sơn Bắc             | 1       |  |                    |                                   |         |         |  |                   |                                   |                    |           |
|  |                   | Thái Sơn Bắc             | 1                 |  |  |                          |                   |                   |  |  |                                   |                          |         |  |                    |                                   |         |         |  |                   | Hải Phương Nam - Đại Học Gia Định | 1                  |           |
|  |                   | Cao Bằng                 | 0                 |  |  |                          |                   |                   |  |  |                                   |                          |         |  |                    |                                   |         |         |  | Thái Sơn nam      | 2                                 |                    |           |
|  |                   |                          |                   |  |  |                          |                   |                   |  |  |                                   | Sanatech Khánh Hòa       | 3       |  |                    |                                   |         |         |  |                   |                                   |                    |           |
|  |                   |                          |                   |  |  |                          |                   |                   |  |  |                                   | Sanest Tourist Khánh Hòa | 2       |  |                    |                                   |         |         |  |                   |                                   |                    |           |
|  |                   |                          |                   |  |  | Sanest Tourist Khánh Hòa | 0                 |                   |  |  |                                   |                          |         |  | Sanatech Khánh Hòa | 1                                 |         |         |  |                   |                                   |                    |           |
|  | Trận tranh hạng 7 | Trận tranh hạng 7        | Trận tranh hạng 7 |  |  |                          | Cao Bằng          | 5                 |  |  |                                   |                          |         |  |                    | Thái Sơn nam                      | 2       |         |  | Trận tranh hạng 3 | Trận tranh hạng 3                 | Trận tranh hạng 3  |           |
|  |                   | Sanna Khánh Hòa          | 5                 |  |  |                          |                   |                   |  |  |                                   | Thái Sơn nam             | 5       |  |                    |                                   |         |         |  |                   | Sài Gòn FC                        | 2 (p.đ)            |           |
|  |                   | Sanest Tourist Khánh Hòa | 6                 |  |  |                          |                   |                   |  |  |                                   | Cao Bằng                 | 1       |  |                    |                                   |         |         |  |                   |                                   | Sanatech Khánh Hòa | 2         |

### Vòng tứ kết

#### Trận 7
| Sanna Khánh Hòa                        | 3–3              | Sài Gòn FC                                                      |
| -------------------------------------- | ---------------- | --------------------------------------------------------------- |
| Phan Khắc Chí 37' · Trần Văn Thanh 40' | Chi tiết Youtube | Trần Hoàng Tây · Trần Quang · Nguyễn Hồng Kông                  |
| Loạt sút luân lưu                      |                  |                                                                 |
| · Phan Khắc Chí                        | 2–3              | Phạt đền thành công · Phạt đền thành công · Phạt đền thành công |

#### Trận 8
| Hải Phương Nam - Đại Học Gia Định                               | 1–1              | Thái Sơn Bắc                                              |
| --------------------------------------------------------------- | ---------------- | --------------------------------------------------------- |
| Lâm Tấn Phát                                                    | Chi tiết Youtube | Hoàng Tuấn Vũ                                             |
| Loạt sút luân lưu                                               |                  |                                                           |
| Phạt đền thành công · Phạt đền thành công · Phạt đền thành công | 3–2              | Phạt đền thành công · Phạt đền thành công · Phạt đền hỏng |

#### Trận 9
| Sanatech Khánh Hòa                                    | 3–2              | Sanest Tourist Khánh Hòa     |
| ----------------------------------------------------- | ---------------- | ---------------------------- |
| Phạm Huỳnh Đức · Nguyễn Phúc · Trần Văn Hải (ph.l.n)' | Chi tiết Youtube | Lý Thắng Vinh · Lê Văn Thiện |

#### Trận 10
| Thái Sơn Nam                                                | 5–1              | Cao Bằng      |
| ----------------------------------------------------------- | ---------------- | ------------- |
| Trần Danh Phát · Trần Văn Quý · Vũ Xuân Du · Ngô Đình Thuận | Chi tiết Youtube | Đặng Phi Tiến |

 Thái Sơn Nam thắng Cao Bằng với tỷ số 5-1 và giành quyền vào bán kết.

### Trận play-off phân hạng

#### Trận 11
Từ Minh Quang ghi bàn ở giây thứ 2 cuối cùng phút thứ 40 gỡ hòa 2-2 cho Thái Sơn Bắc.
| Sanna Khánh Hòa              | 2–2              | Thái Sơn Bắc                                   |
| ---------------------------- | ---------------- | ---------------------------------------------- |
| Phan Khắc Chí 2', 3'         | Chi tiết Youtube | Đỗ Ngọc Tú (ph.l.n)' · Từ Minh Quang 40'       |
| Loạt sút luân lưu            |                  |                                                |
| Sĩ Nam · Anh Nhật · Văn Hiểu | 1–2              | Nguyễn Thành Tín · Vũ Đức Tùng · Từ Minh Quang |

#### Trận 12
| Sanest Tourist Khánh Hòa | 0–5              | Cao Bằng                                          |
| ------------------------ | ---------------- | ------------------------------------------------- |
|                          | Chi tiết Youtube | Dương Ngọc Linh · Nguyễn Thịnh Phát · Vũ Ngọc Lân |

### Vòng bán kết

#### Trận 13
| Sài Gòn FC | 0–3              | Hải Phương Nam - Đại Học Gia Định           |
| ---------- | ---------------- | ------------------------------------------- |
|            | Chi tiết Youtube | Vũ Quốc Hưng · Lâm Tấn Phát · Đinh Văn Toàn |

#### Trận 14
| Sanatech Khánh Hòa            | 1–2              | Thái Sơn Nam                   |
| ----------------------------- | ---------------- | ------------------------------ |
| Phùng Trọng Luân 40' (Ph.l.n) | Chi tiết Youtube | Phạm Đức Hòa · Trần Văn Vũ 38' |

### Trận phân hạng

#### Trận 15
| Sanna Khánh Hòa                            | 5–6              | Sanest Tourist Khánh Hòa                                         |
| ------------------------------------------ | ---------------- | ---------------------------------------------------------------- |
| Mai Thành Đạt · Phan Khắc Chí · Nguyễn Nhớ | Chi tiết Youtube | Nguyễn Long Vũ · Nguyễn Thanh Sang · Lý Thắng Vinh · Đỗ Anh Việt |

Đội thắng xếp hạng 7, đội thua xếp hạng 8.

#### Trận 16
| Thái Sơn Bắc             | 2–3     | Cao Bằng                                           |
| ------------------------ | ------- | -------------------------------------------------- |
| An Lâm Tới · Phạm Văn Tú | Youtube | Đặng Phi Tiến · Trần Nhật Trung · Nguyễn Mạnh Dũng |

Đội thắng xếp hạng 5, đội thua xếp hạng 6.

#### Trận 17
| Sài Gòn FC                                                              | 2–2     | Sanatech Khánh Hòa                                              |
| ----------------------------------------------------------------------- | ------- | --------------------------------------------------------------- |
| Nguyễn Hồng Kông                                                        | Youtube | Trần Quang Toàn · Nguyễn Quốc Bảo                               |
| Loạt sút luân lưu                                                       |         |                                                                 |
| Nguyễn Hồng Kông · Trần Hoàng Tây · Nguyễn Văn Nghĩa · Nguyễn Thành Đạt | 3–2     | Nguyễn Phúc · Trần Quang Toàn · Dương Văn Tuấn · Phạm Huỳnh Đức |

Đội thắng xếp hạng 3, đội thua xếp hạng 4.

### Trận chung kết
| Hải Phương Nam - Đại Học Gia Định | 1–2              | Thái Sơn Nam                    |
| --------------------------------- | ---------------- | ------------------------------- |
| Lâm Tấn Phát 38'                  | Chi tiết Youtube | Nguyễn Đắc Huy · Trần Danh Phát |

## Thống kê ghi bàn
Tính đến ngày 3 tháng 12 năm 2017

### Tốp ghi bàn
1 bàn
- Trần Văn Thanh (Sanna Khánh Hòa)
- Mai Thành Đạt (Sanna Khánh Hòa)
- Nguyễn Nhớ (Sanna Khánh Hòa)
- Trần Hoàng Tây (Sài Gòn FC)
- Trần Quang (Sài Gòn FC)
- Vũ Quốc Hưng (Hải Phương Nam – Đại Học Gia Định)
- Đinh Văn Toàn (Hải Phương Nam – Đại Học Gia Định)
- Hoàng Tuấn Vũ (Thái Sơn Bắc)
- Từ Minh Quang (Thái Sơn Bắc)
- An Lâm Tới (Thái Sơn Bắc)
- Phạm Văn Tú (Thái Sơn Bắc)
- Phạm Huỳnh Đức (Sanatech Khánh Hòa)
- Nguyễn Phúc (Sanatech Khánh Hòa)
- Trần Quang Toàn (Sanatech Khánh Hòa)
- Nguyễn Quốc Bảo (Sanatech Khánh Hòa)
- Lê Văn Thiện (Sanest Tourist Khánh Hòa)
- Nguyễn Thanh Sang (Sanest Tourist Khánh Hòa)
- Trần Văn Quý (Thái Sơn Nam)
- Vũ Xuân Du (Thái Sơn Nam)
- Ngô Đình Thuận (Thái Sơn Nam)
- Phạm Đức Hòa (Thái Sơn Nam)
- Trần Văn Vũ (Thái Sơn Nam)
- Nguyễn Đắc Huy (Thái Sơn Nam)
- Trần Nhật Trung (Cao Bằng)
- Vũ Ngọc Lân (Cao Bằng)
- Nguyễn Mạnh Dũng (Cao Bằng)

2 bàn
- Nguyễn Long Vũ (Sanest Tourist Khánh Hòa)
- Lý Thắng Vinh (Sanest Tourist Khánh Hòa)
- Đỗ Anh Việt (Sanest Tourist Khánh Hòa)
- Dương Ngọc Linh (Cao Bằng)
- Nguyễn Thịnh Phát (Cao Bằng)
- Đặng Phi Tiến (Cao Bằng)

3 bàn
- Nguyễn Hồng Kông (Sài Gòn FC)
- Lâm Tấn Phát (Hải Phương Nam – Đại Học Gia Định)
- Trần Danh Phát (Thái Sơn Nam)

7 bàn
- Phan Khắc Chí (Sanna Khánh Hòa)

### Phản lưới nhà
| Cầu thủ          | Câu lạc bộ               | Đối thủ            | Vòng đấu                   |
| ---------------- | ------------------------ | ------------------ | -------------------------- |
| Trần Văn Hải     | Sanest Tourist Khánh Hòa | Sanatech Khánh Hòa | Trận thứ 3, vòng tứ kết    |
| Đỗ Ngọc Tú       | Sanna Khánh Hòa          | Thái Sơn Bắc       | Trận play-off 1, Phân hạng |
| Phùng Trọng Luân | Thái Sơn Nam             | Sanatech Khánh Hòa | Trận 2, Vòng bán kết       |

### Lập hat-trick
- Cầu thủ Phan Khắc Chí của Sanna Khánh Hòa ghi được trong trận gặp Sanest Tourist Khánh Hòa ở trận tranh hạng 7 vào ngày 2 tháng 12 năm 2017.

## Tổng kết toàn giải
- Đội vô địch: Thái Sơn Nam[6]
- Đội á quân: Hải Phương Nam- Đại học Gia Định
- Đội hạng ba: Sài Gòn FC
- Đội bóng phong cách nhất giải: Thái Sơn Nam
- Thủ môn xuất sắc nhất giải: Ngô Đình Thuận (Thái Sơn Nam)
- Cầu thủ xuất sắc nhất giải: Trần Danh Phát (Thái Sơn Nam)
- Cầu thủ ghi nhiều bàn thắng nhất giải: Phan Khắc Chí (Sanna Khánh Hòa) với 7 bàn thắng.

## Truyền hình
Các trận đấu được truyền hình trực tiếp trên các kênh sóng VTC3, VOVTV.